# 三枚舌外交
三枚舌外交（さんまいじたがいこう）とは、イギリスの第一次世界大戦における中東問題をめぐる外交政策のこと。仏教の十善戒の一種「両舌」を語源とした「矛盾したことを平気で言うこと、嘘をつくこと」を意味する慣用句「二枚舌」から名付けられた。サイクス・ピコ協定を加えず二枚舌外交と呼ばれることもある。

## 三つの協定
イギリスは第一次世界大戦中に戦後の中東問題に対して、以下の三つの協定を結んでいた。それぞれ、アラブ・フランス・ユダヤに配慮した内容であった。
- 1915年10月 - フサイン＝マクマホン協定（中東のアラブ独立・公開）

- 1916年5月 - サイクス・ピコ協定（英仏露による中東分割・秘密協定）
- 1917年11月 - バルフォア宣言（パレスチナにおけるユダヤ民族居住地建設・公開）

これにより第二次世界大戦後のパレスチナ問題や、1921年3月21日のカイロ会議ではガートルード・ベルの意見が採用されて現在も不自然な国境で分断されているクルド人問題など多くの問題を生じた。

### フサイン＝マクマホン協定
マッカ（メッカ）の太守であるフサイン・イブン・アリーとイギリスの駐エジプト高等弁務官ヘンリー・マクマホンとの間でやりとりされた書簡。オスマン帝国支配下におけるアラブ人居住地の独立支持を約束した。
イギリスはアラブ独立を約束させることによってアラブ反乱をさせてアラブをイギリス陣営に引き込み、オスマン帝国と戦わせることを目的とした。ただし、ここで規定されたアラブ人国家の範囲は、ホムス、ハマー、アレッポ、ダマスカスを結ぶ線の内陸側とされているため、シリアの地中海沿岸部、レバノンは含まれていない。

### サイクス・ピコ協定
イギリス、フランス、ロシア帝国の間で結ばれた秘密協定。イギリスの中東専門家マーク・サイクスとフランスの外交官フランソワ・ジョルジュ＝ピコによって原案が作成された。
オスマン帝国の領土を以下のように規定していた。
- シリア、アナトリア南部、イラクのモースル地区をフランスの勢力範囲
- シリア南部と南メソポタミア（現在のイラクの大半）をイギリスの勢力範囲
- （狭義の）パレスチナを国際管理下

イギリスは事実上の同盟国で大国であるフランスの利益を重んじることを目的としていた。しかしムスタファ・ケマル・アタテュルクによってトルコ共和国が新しく建てられたため、南のイギリス勢力圏との間に押し込まれた格好となり(イギリスがこれを予測してフランス領を盾にしたのかどうかは不明だが、フランスは罠に嵌められたと考えた)、結果としてフランスは大きな負担を強いられたうえに、パレスチナとの国境未画定問題も生じて、1930年代までしばしば国境付近で小規模な戦闘が発生している。
1917年にロシア革命が起こると、同年11月に革命政府によって旧ロシア帝国のサイクス・ピコ協定の秘密外交が明らかにされた。

### バルフォア宣言
1917年11月、イギリスの外務大臣アーサー・バルフォアが、イギリスのユダヤ人コミュニティーのリーダーであるウォルター・ロスチャイルドに対して送った書簡で表明されたシオニズム政策。内容はパレスチナにおけるユダヤ人居住地（「ナショナル・ホーム」、ユダヤ人民族郷土）の建設である。
イギリスはパレスチナにおけるユダヤに配慮することによって、ユダヤから戦費を引き出すことが目的であった。

## 三協定の解釈

### 文言の解釈
この協定が相互矛盾を引き起こしていたとしてイギリスの謀略外交と批判されている。しかし、三つの協定自体は原文の文言の解釈次第では、殆ど矛盾はしていないとする見方も不可能ではない。
フサイン＝マクマホン協定とサイクス・ピコ協定
サイクス・ピコ協定では、トランスヨルダン（すなわち現在のヨルダン）から南メソポタミア（現在のイラクから北部を除いた部分と、アラビア半島のペルシア湾沿岸部）にかけては、一部を除いてイギリス庇護の下でアラブ独立をする（いわゆる「Bゾーン」）こととして、またフサイン＝マクマホン協定で言及された境界線であるアレッポ・ハマー・ホムス・ダマスカス以東のシリアの大部分とイラク北部（いわゆる「Aゾーン」）においてはフランス影響下に置かれながらもアラブ独立を果たすべきと規定していると解釈すれば、アラブ人国家の建設を約束したとするフサイン＝マクマホン協定とは必ずしも矛盾しない。またサイクス・ピコ協定で明確にフランス統治領とされたレバノンとアナトリア半島南東部はフサイン＝マクマホン書簡においてアラブ人国家の範囲には含まれないとされ、サイクス・ピコ協定では国際管理下に置かれるとされたパレスチナに関してはとくにフサイン＝マクマホン協定では触れられていない。ただ、「境界線」とされた都市の所属が、実際には境界線のどちら側なのかというところが曖昧だったため、フランス勢力下のうち首府ダマスカスを中心とするシリア部分の大半において、フランス勢力下なのかアラブ勢力下なのか矛盾する部分が存在し、それがファイサルのダマスカス入城に繋がった。
サイクス・ピコ協定とバルフォア宣言
サイクス・ピコ協定はパレスチナを国際管理とすることを規定しているが、バルフォア宣言においてはユダヤ国家の建設は明記されておらず、ユダヤ人居住地（National Home, ユダヤ人民族郷土と書いてあるが、ユダヤ人国家と言う言葉はどこにも使われていない）の建設を明記している。パレスチナにおける国際管理とユダヤ人居住地の確立は矛盾せず、あくまで中立地帯におけるユダヤ人居住地の建設を約束したに留める妥協的な文言であるとも解釈できる。
バルフォア宣言とフサイン＝マクマホン協定
レバノン沿岸部のように明文で除外されていたわけではなかったが、もともとパレスチナ（シリア南部地域）はフサイン=マクマホン協定で定められたアラブ人国家の範囲外である。またフサイン・イブン・アリーの息子ファイサル王子は、バルフォア宣言が問題になって、シオニズム運動の指導者ハイム・ワイツマン博士と会談したおりでも、エルサレムの行政権を除くパレスチナ地域には関心を示していない。この1919年のファイサル=ワイツマン合意では、とりあえずは一時的措置としながらも、パレスチナにおけるユダヤ教徒とアラブ人の長い共存の歴史を鑑みて、アラブ人とユダヤ人が共存しながらパレスチナ地域へのユダヤ人入植を促進するとの合意がなされている。またバルフォア宣言では「先住民の権利を侵害しないことが前提」という旨が明記されている。
ただ、その後の民族対立が激化した結果、パレスチナに居住するアラブ人のことが無視され、現在に続く大問題を引き起こした。

### 相手方から見たイギリスの不誠実
上記のように三協定は文言上は矛盾がないとの解釈も不可能ではない。しかし、1917年11月にロシア革命によって誕生したロシア革命政府によって旧ロシア帝国のサイクス・ピコ協定の秘密外交が明らかにされ、この秘密外交を知らなかった相手側にとっては複雑で不可解なものとしてイギリスは非難を浴びた。
アラブ側
アラブ側の中にはフサイン＝マクマホン協定でのアラブの独立はイラクを含めたアラブ統一独立国家を模索しており、英仏勢力圏下でそれぞれ独立するとは考えていない者もいた。また当面の間は事実上、イギリスがシリア南部（現在のイスラエル・パレスチナ地域とヨルダン）と南メソポタミア（北部を除くイラクと、アラビア半島のペルシャ湾岸）を、フランスがシリア地域の大半とイラク北部を支配するサイクス・ピコ協定を知らされていなかった。そのためアラブ側は自身が想定していたより小さい範囲でしか統治できず、それらの地域さえフランスの影響下に置かれることとされたため、イギリス側への不快感を増大させた。
ユダヤ側
ユダヤ側から見れば、バルフォア宣言でエルサレム市を含めたパレスチナ地域での独立したユダヤ国家建設がイギリスによって支援されると考えていた。確かに文言では「ユダヤ民族居住地建設」となっているが、それではユダヤの悲願であるパレスチナ地域での独立したユダヤ国家建設は達成されない。また、サイクス・ピコ協定ではパレスチナを国際管理すること、フサイン＝マクマホン協定を結んだフサイン・イブン・アリーもエルサレム市の行政権を主張していることは、聖地エルサレムを含むパレスチナ地域での独立したユダヤ国家建設の障害になるものであった。ただし、一番決定的なのは1939年の「マクドナルド白書」によるユダヤ人国家の否定（ユダヤ人移民の制限と、10年以内のアラブ人主導によるパレスチナ独立国の創設がうたわれていた）であり、エツェルやレヒなどの過激派が反英テロに走ることになり、ベングリオンら穏健派も、イギリスに頼ることをあきらめて自力で国家建設を目指すことになった。それに前後してドイツではNSDAPが政権を握り、ユダヤ人に対するホロコーストが横行する。さらに第二次世界大戦においてナチス・ドイツがヨーロッパを席巻し、枢軸国の敗戦に至るまでの数年間はユダヤ民族が絶滅の恐怖に晒されることになる。このため戦後には、長らく独自の国家を持たなかったユダヤ人には自民族の維持のための国民国家建設が必須と考えるシオニズム運動が従来以上に活発化し、1948年のイスラエル建国に結びついた。
なお、三枚舌外交は第二次世界大戦後にイスラエルが建国されたことによるパレスチナ問題が大きく注目されるが、アラブにとってはシリア南部と南メソポタミア、さらにトルコ・シリア・イラク・イランなどにまたがるクルディスタンなどにも影響が及んでおり、必ずしもパレスチナ地域やユダヤ人・アラブ人だけの問題ではない。